# Ruth Beitia

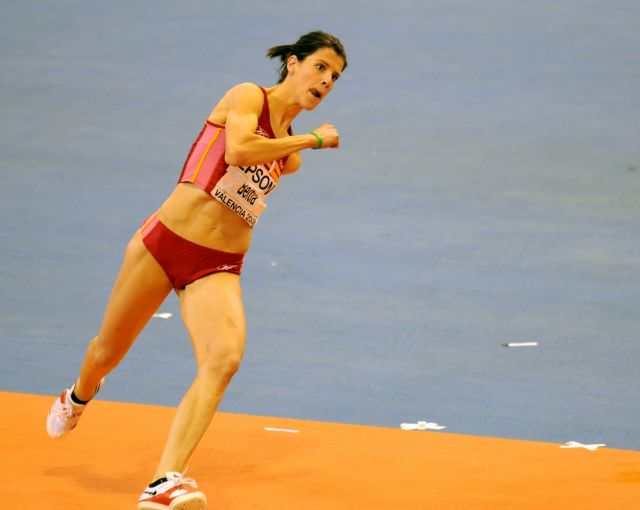
Tijdens de WK indoor van 2008 in Valencia kwam Ruth Beitia, ondanks een beste seizoensprestatie van 1,99 m, net niet op het podium terecht.

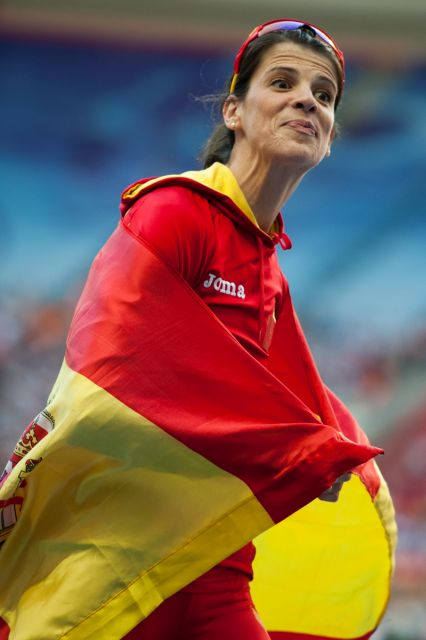
Ruth Beitia viert haar op de WK van 2013 in Moskou veroverde bronzen medaille.

Ruth Beitia Vila (Santander, 1 april 1979) is een Spaanse atlete, die zich heeft toegelegd op het hoogspringen. Zij is Spaans recordhoudster hoogspringen (in- en outdoor). In totaal nam ze viermaal deel aan de Olympische Spelen, waarbij ze in 2016 goud won. Ook werd ze viermaal Europees kampioene in deze discipline.

## Biografie

### Van 1,29 in 1989 naar 2,02 in 2007
Ruth Beitia begon op tienjarige leeftijd met hoogspringen. Vanaf dat moment tot en met 1996 wist zij zich jaarlijks met vijf centimeter te verbeteren; van 1,29 m in 1989 tot 1,85 in 1996. In 1998 schreef zij met 1,89 voor de eerste keer het Spaanse nationale record op haar naam, dat zij nadien in acht stappen verbeterde tot 2,02 op 4 augustus 2007 in San Sebastian, het huidige Spaanse record en de vierde best wereldjaarprestatie van 2007. Ruth Beitia is tot dusverre de enige Spaanse vrouw die de barrière van twee meter heeft overwonnen.

### Kampioene EK U23 in Amsterdam
In 1996 nam Beitia deel aan de wereldkampioenschappen voor junioren, maar strandde met 1,79 als tiende in haar kwalificatiegroep. Een jaar later deed zij het met 1,82 en een negende plaats op de Europese jeugdkampioenschappen alweer wat beter, om vervolgens in 1998 op de WK voor junioren in Annecy achtste te worden met 1,80.
In 2001 behaalde ze op haar eerste grote seniorentoernooi, de wereldindoorkampioenschappen in Lissabon, een zevende plaats met 1,93. Dat jaar won zij tevens haar eerste internationale titel: op de Europese kampioenschappen U23 in Amsterdam veroverde zij met een sprong over 1,87 de gouden medaille.
In 2004 sprong Beitia indoor voor het eerst over 2,00, een hoogte die zij outdoor al eerder had overbrugd. Aan het eind van het buitenseizoen beleefde de Spaanse haar olympisch debuut op de Olympische Spelen in Athene, maar hoewel zij met haar 1,89 twee centimeter hoger reikte dan een jaar eerder bij het behalen van haar EK U23-titel, kwam zij er in de Griekse hoofdstad niet eens mee in de finale; zij bleef in haar kwalificatiegroep op een achtste plaats steken.

### Goud op Middellandse Zeespelen
Beter verging het haar in 2005. Na eerst met een sprong over 1,99 zilver te hebben gewonnen op de Europese indoorkampioenschappen in Madrid achter de Russin Anna Tsjitsjerova, die met 2,01 het goud voor zich opeiste, behaalde Beitia op de Middellandse Zeespelen in het Spaanse Almería een gouden medaille. Met een beste poging van 1,95 m versloeg ze de Française Melanie Skotnik (zilver; 1,95) en haar landgenote Marta Mendía (brons; 1,89).
Op de wereldindoorkampioenschappen behaalde ze bij het hoogspringen zesmaal de finale. Het meest succesvol was de Spaanse op de WK indoor van 2010 in het Doha, Qatar, waar ze met een beste sprong van 1,98 achter de Kroatische Blanka Vlašić (winnares met 2,00) het zilver voor zich opeiste. De als derde eindigende Amerikaanse Chaunté Lowe kwam eveneens tot 1,98, maar had daar twee pogingen voor nodig, terwijl Ruth Beitia de hoogte in een keer overbrugde.
Op de Olympische Spelen van 2008 in Peking kwam Ruth Beitia een stuk verder dan vier jaar eerder bij haar olympisch debuut. Met een beste sprong van 1,96 eindigde zij ditmaal in de door de Belgische Tia Hellebaut gewonnen finale op een gedeelde zevende plaats.
Tijdens de EK indoor van 2009 in Turijn veroverde Beitia opnieuw de zilveren medaille, net als vier jaar eerder in Madrid. En weer deed ze het met een sprong over 1,99. Deze keer was het de Duitse Ariane Friedrich die haar, evenals Tsjitsjerova, de voet dwars zette met een sprong over 2,01. Het was voor de Spaanse alweer de derde EK indoormedaille in totaal. Later dat jaar, tijdens de wereldkampioenschappen in Berlijn, kwam Beitia opnieuw tot een hoogte van 1,99, maar nu viel ze buiten de prijzen; ze werd vijfde.

### Driemaal Europees kampioene
Beitia veroverde tijdens de Europese kampioenschappen van 2012 in Helsinki de Europese titel met een sprong van 1,97 m. Een paar maanden later op de Olympische Spelen in Londen sprong ze 2,00 m, maar ditmaal was het niet genoeg voor het podium. Ze eindigde op een vierde plaats. Het was wel haar beste olympische prestatie.
Tijdens de EK indoor van 2013 in Göteborg sprong Beitia als enige over 1,99 m en won dus de wedstrijd. Outdoor presteerde Beitia matig voor haar doen, met als seizoensbeste prestatie 1,97 m. Dit sprong ze echter wel op het goede moment: in de eerste poging in de finale van de WK van Moskou. Hiermee pakte ze een bronzen medaille, net zoals Anna Tsjitsjerova, die dezelfde reeks noteerde als Beitia.
In 2014 werd Beitia wederom derde bij mondiale kampioenschappen, ditmaal de WK indoor van Sopot. Ze sprong 2,00 m, net zoals Maria Kuchina en Kamila Lićwinko. Zij deden dit echter in de eerste poging en Beitia had twee pogingen nodig, waardoor ze achter deze dames eindigde. Beitia zette tijdens de EK van 2014 in Zürich haar beste prestatie in vijf jaar tijd neer, 2,01 m, waarmee ze haar titel uit 2012 prolongeerde.
Hoezeer Ruth Beitia een toonbeeld van regelmaat is, bewees zij tijdens de WK van 2015 in Peking waar de Spaanse, net als op de WK van zes jaar eerder in Berlijn, bij het hoogspringen met 1,99 op de vijfde plaats eindigde. Ditmaal was echter het verschil met winnares Maria Koetsjina (eerste met 2,01) slechts 2 centimeter, waar in Berlijn het verschil met de toenmalige winnares, Blanka Vlašić, nog 5 centimeter was geweest. Op 36-jarige leeftijd bleek Beitia nog niets aan sprongkracht te hebben ingeboet.
Beitia is aangesloten bij CA Valencia Terra i Mar in Valencia.

## Titels
- Olympisch kampioene hoogspringen - 2016
- Europees kampioene hoogspringen - 2012, 2014, 2016
- Europees indoorkampioene hoogspringen - 2013
- Middellandse Zeespelen kampioene hoogspringen - 2005
- Spaans kampioene hoogspringen - 2003, 2006, 2007, 2008, 2009, 2010, 2011, 2012
- Spaans indoorkampioene hoogspringen - 2002, 2003, 2004, 2005, 2006, 2007, 2008, 2009, 2010, 2011, 2012, 2013, 2014, 2015, 2016
- Europees kampioene U23 hoogspringen - 2001

## Persoonlijke records
Outdoor
| Onderdeel    | Prestatie   | Datum           | Plaats        |
| ------------ | ----------- | --------------- | ------------- |
| hoogspringen | 2,02 m (NR) | 4 augustus 2007 | San Sebastian |
| verspringen  | 6,04 m      | 16 juli 2003    | Santander     |

Indoor
| Onderdeel    | Prestatie   | Datum            | Plaats        |
| ------------ | ----------- | ---------------- | ------------- |
| hoogspringen | 2,01 m (NR) | 24 februari 2007 | Pireás        |
| verspringen  | 6,04 m      | 26 februari 2006 | San Sebastian |

## Prestaties

### Kampioenschappen
| Jaar | Wedstrijd                     | Plaats         | Resultaat    | Extra  |
| ---- | ----------------------------- | -------------- | ------------ | ------ |
| 1996 | WJK                           | Sydney         | 10e in kwal. | 1,79 m |
| 1997 | EJK                           | Ljubljana      | 9e           | 1,82 m |
| 1998 | WJK                           | Annecy         | 8e           | 1,80 m |
| 2001 | WK indoor                     | Lissabon       | 7e           | 1,93 m |
| 2001 | EK U23                        | Amsterdam      | 1e           | 1,87 m |
| 2001 | Middellandse Zeespelen        | Tunis          | 4e           | 1,83 m |
| 2002 | EK                            | München        | 11e          | 1,85 m |
| 2002 | Wereldbeker                   | Madrid         | 6e           | 1,91 m |
| 2003 | WK indoor                     | Birmingham     | 5e           | 1,96 m |
| 2003 | Europacup                     | Florence       | 5e           | 1,95 m |
| 2003 | WK indoor                     | Parijs         | 11e          | 1,90 m |
| 2004 | OS                            | Athene         | 8e in kwal.  | 1,89 m |
| 2005 | EK indoor                     | Madrid         | 2e           | 1,99 m |
| 2005 | Europacup                     | Gävle          | 2e           | 1,92 m |
| 2005 | Wereldatletiekfinale          | Monte Carlo    | 7e           | 1,89 m |
| 2005 | Middellandse Zeespelen        | Almería        | 1e           | 1,95 m |
| 2006 | WK indoor                     | Moskou         | 3e           | 1,98 m |
| 2006 | Europacup                     | Málaga         | 2e           | 1,95 m |
| 2006 | EK                            | Göteborg       | 9e           | 1,92 m |
| 2006 | Wereldatletiekfinale          | Stuttgart      | 6e           | 1,90 m |
| 2007 | EK indoor                     | Birmingham     | 3e           | 1,96 m |
| 2007 | Wereldatletiekfinale          | Stuttgart      | 7e           | 1,94 m |
| 2008 | Europese Indoorcup            | Moskou         | 2e           | 1,98 m |
| 2008 | WK indoor                     | Valencia       | 4e           | 1,99 m |
| 2008 | OS                            | Peking         | 7e           | 1,96 m |
| 2008 | Wereldatletiekfinale          | Stuttgart      | 8e           | 1,94 m |
| 2009 | EK indoor                     | Turijn         | 2e           | 1,99 m |
| 2009 | Europese teamkampioenschappen | Leiria         | 2e           | 2,00 m |
| 2009 | WK                            | Berlijn        | 5e           | 1,99 m |
| 2009 | Wereldatletiekfinale          | Thessaloniki   | 7e           | 1,90 m |
| 2010 | WK indoor                     | Doha           | 2e           | 1,98 m |
| 2010 | EK                            | Barcelona      | 6e           | 1,95 m |
| 2012 | WK indoor                     | Istanboel      | 6e           | 1,95 m |
| 2012 | EK                            | Helsinki       | 1e           | 1,97 m |
| 2012 | OS                            | Londen         | 3e           | 2,00 m |
| 2013 | EK indoor                     | Göteborg       | 1e           | 1,99 m |
| 2013 | WK                            | Moskou         | 3e           | 1,97 m |
| 2014 | WK indoor                     | Sopot          | 3e           | 2,00 m |
| 2014 | EK                            | Zürich         | 1e           | 2,01 m |
| 2015 | WK                            | Peking         | 5e           | 1,99 m |
| 2016 | WK indoor                     | Portland       | 2e           | 1,96 m |
| 2016 | EK                            | Amsterdam      | 1e           | 1,98 m |
| 2016 | OS                            | Rio de Janeiro | 1e           | 1,97 m |
| 2017 | EK indoor                     | Belgrado       | 2e           | 1,94 m |

### Golden League-podiumplekken
| Jaar | Wedstrijd     | Plaats  | Resultaat | Extra  |
| ---- | ------------- | ------- | --------- | ------ |
| 2006 | ISTAF         | Berlijn | 3e        | 1,97 m |
| 2007 | Golden Gala   | Rome    | 3e        | 1,98 m |
| 2008 | Bislett Games | Oslo    | 3e        | 1,94 m |
| 2009 | Bislett Games | Oslo    | 3e        | 1,95 m |

### Diamond League-podiumplekken
| Jaar | Wedstrijd                       | Plaats      | Resultaat | Extra  |
| ---- | ------------------------------- | ----------- | --------- | ------ |
| 2010 | Qatar Athletic Super Grand Prix | Doha        | 3e        | 1,94 m |
| 2010 | Aviva London Grand Prix         | Londen      | 2e        | 1,91 m |
| 2012 | Meeting Areva                   | Saint-Denis | 3e        | 1,92 m |
| 2012 | Aviva London Grand Prix         | Londen      | 3e        | 1,94 m |
| 2014 | Shanghai Golden Grand Prix      | Shanghai    | 3e        | 1,92 m |
| 2014 | Prefontaine Classic             | Eugene      | 3e        | 1,99 m |

## Onderscheidingen
- Europees atlete van het jaar - 2016

1928: Ethel Catherwood ·
1932: Jean Shiley ·
1936: Ibolya Csák ·
1948: Alice Coachman ·
1952: Esther Brand ·
1956: Mildred McDaniel ·
1960: Iolanda Balaș ·
1964: Iolanda Balaș ·
1968: Miloslava Rezková ·
1972: Ulrike Meyfarth ·
1976: Rosemarie Ackermann ·
1980: Sara Simeoni ·
1984: Ulrike Meyfarth ·
1988: Louise Ritter ·
1992: Heike Henkel ·
1996: Stefka Kostadinova ·
2000: Jelena Jelesina ·
2004: Jelena Slesarenko ·
2008: Tia Hellebaut ·
2012: Anna Tsjitsjerova ·
2016: Ruth Beitia ·
2020: Maria Lasitskene ·
2024: Jaroslava Mahoetsjich